# Innachori
Innachori (in greco Ινναχωρίου?) è un ex comune della Grecia nella periferia di Creta (unità periferica di La Canea) con 1 443 abitanti secondo i dati del censimento 2001.
È stato soppresso a seguito della riforma amministrativa, detta Programma Callicrate, in vigore dal gennaio 2011 ed è ora compreso nel comune di Kissamos.
È situato all'estremo lembo sud occidentale dell'isola di Creta. Poco battuto dal turismo, nonostante i suoi magnifici litorali, ha un'economia prevalentemente rurale. Il capoluogo è Elos.

## Centri abitati

### Elos
Elos era la sede del municipio. Conta 300 abitanti e si trova a 560 m di altitudine circondato da castagneti. Dista 57 km da La Canea e 23 km da Kastelli. Le sue case, graziose per via dei giardini fioriti, sono nello stile tradizionale cretese. È attraversato da un corso d'acqua asciutto nella stagione estiva, lo Xeropotamos. Il villaggio viene menzionato per la prima volta nell'anno 1577 da Francesco Barozzi.

## Bellezze naturali

### Elafonīsi
Elafonīsi (in greco Ελαφονήσι?) è un'isoletta collegata alla terraferma da una piccola barriera corallina così bassa da poter essere agevolmente percorsa a piedi. La località ha un aspetto tropicale più che mediterraneo. D'estate Elafonīsi è meta di frotte di escursionisti che partono da Paleochora. È possibile comunque raggiungere la costa prospiciente Elafonīsi anche per via terrestre da Elos, tramite una strada non asfaltata nell'ultimo tratto.

Oltre che per il paesaggio, Elafonīsi è interessante anche dal punto di vista faunistico: la tartaruga marina caretta caretta vi depone le sue uova ed in passato vi è stata avvistata la foca monaca. Vi si trova inoltre un tipo particolare di rana e di lucertola che costituiscono specie protette per decisione del ministero greco dell'ambiente.

## Località
Il comune era suddiviso nelle seguenti comunità:
- Elos
- Perivolia
- Kefali
- Vathi
- Kampos
- Strovles
- Vlatos
- Amygdalokefali
- Chrysoskalitissa, nei pressi dell'omonimo monastero